# اندیس حسن‌آباد نصرآباد
حسن آباد نصرآباد یک اندیس غیرفلزی است که در حوالی شهر خضر آباد استان یزد قرار دارد و مادهٔ معدنی موجود در آن، باریت است.سنگ میزبان این اندیس آهک(سازند نایبند) است و دیرینگی آن به دوران تریاس می‌رسد. در این اندیس، پاراژنز‌های مس یافت می‌شوند.